# 福知渓谷

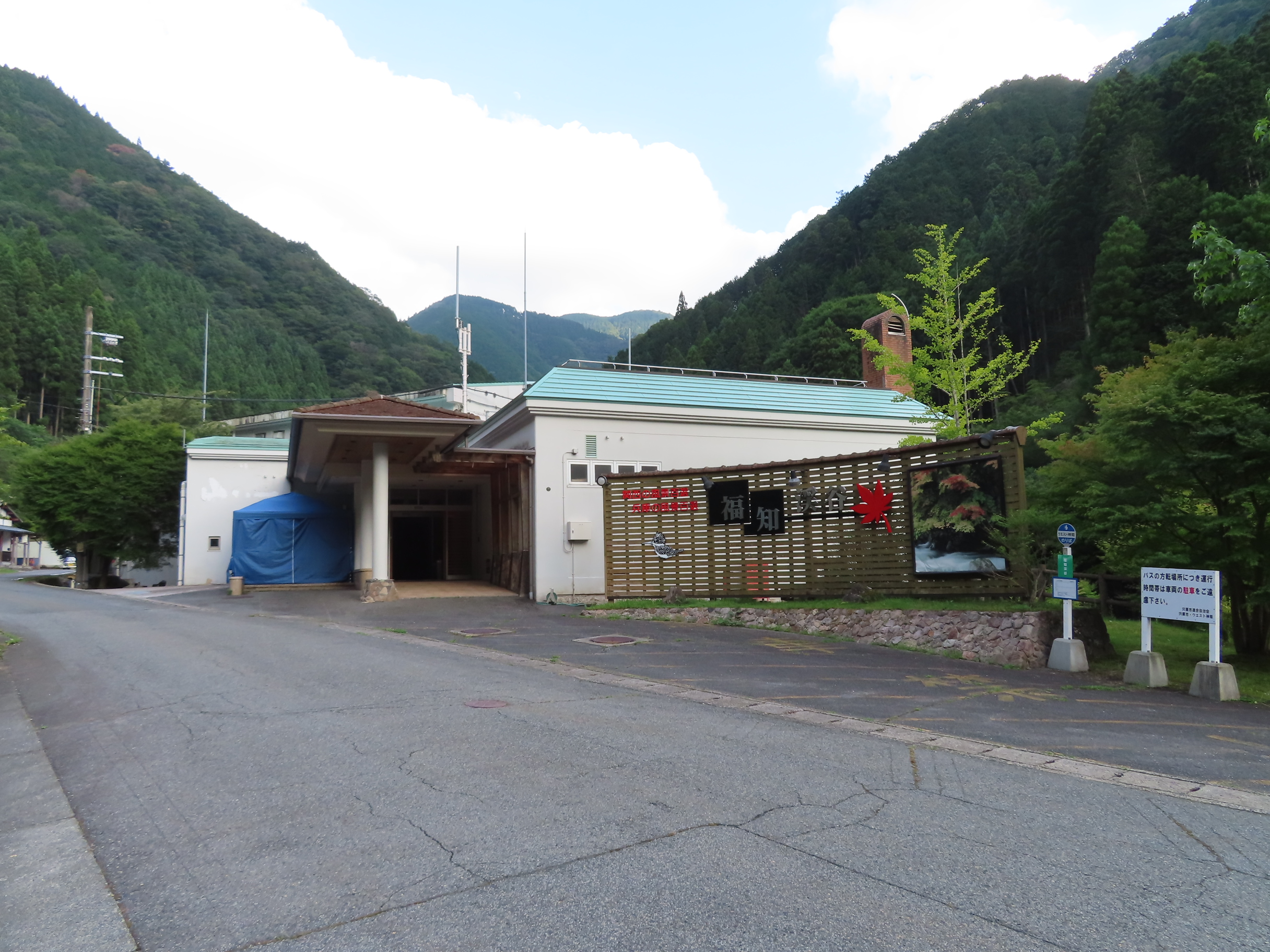
福知渓谷休養センター（2022年8月）

福知渓谷（ふくちけいこく）は兵庫県宍粟市にある渓谷。
雪彦峰山県立自然公園内、豊富な水量と巨岩が両岸に迫る山深い渓谷で、ひょうご風景100選も選ばれた奥播磨を代表する景勝地の一つである。
宿泊施設やキャンプ場が整備されており、新緑、紅葉のシーズンには多くの人々が訪れる。

## 施設
- MONJUNO FUKUCHI - キャンプ場、CAFE、レストラン、お土産、グッズ販売、アパレル販売

- 多目的ドーム - デイキャンプ

- 川床

福知ふれあい市場　　夏休み期間中は毎日営業　4月～11月までは毎週土、日曜日
その他
名水『文殊の水』、福を知らせる鐘、吊橋、珍百景『かやの木』、早玉神社、高取城跡、どんびき岩

## 所在地建築概要
〒671-4122 兵庫県宍粟市一宮町福知

## 交通アクセス
- JR神戸線 姫路駅から神姫バス「山崎」行きで終点下車、神姫バス「横山」行きに乗り換え　「宮の下」下車、徒歩約45分
- 姫新線 播磨新宮駅から神姫バス

## 周辺情報
- 雪彦峰山県立自然公園
  - 峰山高原、黒岩の滝、扁妙の滝、オウネン滝、太田の滝、足尾の滝、太田池
- 生野銀山
- 銀山まち回廊